# Alessandro Piccolo (Agrarwissenschaftler)
Alessandro Piccolo  (* 7. Juli 1951 in Rom) ist ein italienischer Chemiker und Agrarwissenschaftler insbesondere der Bodenkunde. Er ist ein von der Humboldt-Stiftung ausgezeichneter Professor der Universität Neapel,  Schriftleiter des Springer-Journals Chemical and Biological Technologies in Agriculture und Mitglied in zahlreichen EU-Forschungsprojekten wie zum Beispiel mit der Universität Hohenheim im Projekt  Biofector.

## Leben und Wirken
Nach seiner Ausbildung am Altsprachengymnasium „E.Q. Visconti“ in Rom mit Abitur studierte er Chemie an der Universität La Sapienza in Rom mit Abschluss Promotion zum Dr. phil. Nach verschiedenen Praktika u. a. im Goodyear-Konzern ging er 1978 an die University of Illinois in Urbana-Champaign, wo er sein Studium in Agrarwissenschaften, insbesondere der Pedologie, fortsetzte. Ab 1980 war Piccolo als Experte der FAO Forschungsleiter am Institut für Agrarforschung in Äthiopien. Gleichzeitig war er Direktor für Agrarchemie am Forschungsinstitut des italienischen Agrarministeriums in Rom und Florenz.
Im Jahr 1992 erhielt Piccolo den Ruf als Professor auf den Lehrstuhl für Agrarchemie und Ökologie an die Universität Neapel Federico II. Sein besonderes Interesse gilt, neben den Fragen der Bodenchemie, den Bodenorganismen und der Transformation von Biomasse im Boden.

## Engagements und Mitgliedschaften
- Lehrstuhl für Agrarchemie und Direktion des Forschungszentrums NMR für Umwelt- und Nahrungsforschung sowie neuer Agrarstoffe an der Universität Neapel Federico II.
- Promotionen in Organischer Chemie von der Universität La Sapienza in Rom und in Agrarwissenschaften von der Universität of Illinois in Urbana-Champaign, USA
- Honorar Professor an der Agraruniversität Prag und der Universität Nanjing (2012).
- Verfasser von 2 Lehrbüchern und mehr als 240 peer-geprüften wissenschaftlichen Publikationen.
- Schriftleiter des Springer Open Journals, “Chemical and Biological Technologies in Agriculture”[7]

## Ehrungen
- Humboldt Preisträger in Chemie der Alexander von Humboldt-Stiftung, Bonn (1999)
- Gambrinus Preis für Umweltchemie von der  Universität Dortmund (2004)
- Ehrenpromotion zum Dr. h. c. der  Tschechischen Agraruniversität Prag (2009)